# ドミトリー・プリゴフ
ドミトリー・アレクサンドロヴィチ・プリゴフ （ロシア語: Дми́трий Алекса́ндрович При́гов、1940年11月5日 - 2007年7月16日）は、ロシアの詩人、芸術家である。
モスクワ生まれ。モスクワ芸術産業高等学校彫刻科で学んだ。1975年、ソビエト連邦芸術家同盟に加盟、パブリックアート制作などに従事。かたわらで地下芸術サークルに参加、非公式に前衛的な作品の制作を続けた。1986年、路上で自作の詩を朗読したことから、逮捕され精神病院に強制収容された。ペレストロイカ進展で自由な表現活動が可能となり、西側諸国からも注目されるようになった。1999年から2000年にかけて講演や制作のため数次にわたり日本を訪問、2001年に長編小説Только моя Япония（『私だけの日本』）を書いた。